# Устінов Віталій Юрійович
Віталій Юрійович Устінов (рос. Виталий Юрьевич Устинов, нар. 3 травня 1991, Москва, СРСР) — російський футболіст, захисник білоруського клубу «Торпедо-БелАЗ».

## Клубна кар'єра
Футболом розпочав займатися в ФК «Ратмир», згодом перейшов у ФК «Москва». Перший тренер — Микола Васильєв. Закінчивши школу, отримав запрошення виступати за дубль городян. У 2010 році, після втрати ФК «Москва» професіонального статусу, перейшов у казанський «Рубін». Відігравши сезон за молодіжну команду, перейшов в оренду до нижньокамського «Нафтохіміка», разом з яким за підсумками сезону 2011/12 років зайняв перше місце в зоні «Урал-Поволжжя» і вийшов у ФНЛ. Наступного сезону залишився в «Нафтохіміку» і допоміг команді-дебютанту ФНЛ зайняти 7 місце. Напередодні початку сезону 2013/14 років перейшов у волгоградський «Ротор». Наступного сезону волгоградський клуб через недофінансування виключений з ФНЛ і Віталій повернувся в «Рубін».
11 липня 2017 року перейшов у «Ростов» в оренду до кінця сезону 2017/18 років. У зимове міжсезоння орендну угоду між клубами розірвали й гравець повернувся в казанський «Рубін».
Після закінчення сезону 2018/19 років, контракт з футбольним клубом «Рубін» не був продовжений за взаємною згодою сторін, у зв'язку з фінансовими проблемами ФК «Рубін». З 1 липня 2019 року залишався вільним агентом. 23 серпня 2019 року став гравцем Прем'єр-ліги Казахстану «Атирау»
На початку березня 2020 року підписав контракт з «Торпедо-БелАЗ». У футболці жодинського клубу дебютував 9 березня 2020 року в програному (0:1) домашньому поєдинку кубку Білорусі проти солігорського «Шахтаря». Віталій вийшов на поле в стартовому складі та відіграв увесь матч. У Вищій лізі Білорусі дебютував за «Торпедо-БелАЗ» 19 березня 2020 року в переможному (1:0) виїзному поєдинку 1-го туру проти солігорського «Шахтаря». Устінов вийшов на поле в стартовому складі та відіграв увесь матч, а на 10-ій хвилині отримав жовту картку.

## Кар'єра в збірній
З 2009 по 2010 рік виступав за збірну Росії 1991 року народження.
У 2012 році взяв участь в товариському матчі молодіжної збірної Росії проти збірної Ізраїлю, який закінчився з рахунком 2:2.
У 2013 році в складі студентської збірної Росії на Універсіаді в Казані взяв участь у 5 матчах та відзначився одним голом. Допоміг збірній зайняти четверте місце.

## Статистика виступів

### Клубна
| Сезон                   | Команда                 | Чемпіонат               | Чемпіонат | Чемпіонат | Нац. кубок | Нац. кубок | Нац. кубок | Єврокубки | Єврокубки | Єврокубки | Інші кубки | Інші кубки | Інші кубки | Загалом | Загалом | Загалом |
| Сезон                   | Команда                 | Змаг.                   | Матчі     | Голи      | Змаг.      | Матчі      | Голи       | Змаг.     | Матчі     | Голи      | Змаг.      | Матчі      | Голи       | Матчі   | Голи    |         |
| ----------------------- | ----------------------- | ----------------------- | --------- | --------- | ---------- | ---------- | ---------- | --------- | --------- | --------- | ---------- | ---------- | ---------- | ------- | ------- | ------- |
| 2011-2012               | «Нафтохімік»            | 2Д                      | 37        | 1         | КР         | 3          | 0          |           | -         | -         |            | -          | -          | 40      | 1       |         |
| 2012-2013               | «Нафтохімік»            | 1Д                      | 24        | 0         | КР         | 1          | 0          |           | -         | -         |            | -          | -          | 25      | 0       |         |
| Загалом за «Нафтохімік» | Загалом за «Нафтохімік» | Загалом за «Нафтохімік» | 61        | 1         |            | 4          | 0          |           | -         | -         |            | -          | -          | 65      | 1       |         |
| 2013-2014               | «Ротор»                 | 1Д                      | 25        | 0         | КР         | 3          | 0          |           | -         | -         |            | -          | -          | 28      | 0       |         |
| 2014-2015               | «Рубін-2»               | ППФ                     | 12        | 1         | КР         | 0          | 0          |           | -         | -         |            | -          | -          | 12      | 1       |         |
| 2014-2015               | «Рубін»                 | ПЛ                      | 1         | 0         | КР         | 0          | 0          |           | -         | -         |            | -          | -          | 1       | 0       |         |
| 2015-2016               | «Рубін»                 | ПЛ                      | 8         | 0         | КР         | 0          | 0          | ЛЄУ       | 3         | 1         |            | -          | -          | 11      | 1       |         |
| 2016-2017               | «Рубін»                 | ПЛ                      | 7         | 0         | КР         | 2          | 0          |           | -         | -         |            | -          | -          | 9       | 0       |         |
| 2017-січ. 2018          | «Ростов»                | ПЛ                      | 14        | 1         | КР         | 1          | 0          |           | -         | -         |            | -          | -          | 15      | 1       |         |
| січ.-чер. 2018          | «Рубін»                 | ПЛ                      | 0         | 0         | КР         | 0          | 0          |           | -         | -         |            | -          | -          | 0       | 0       |         |
| Усього за кар'єру       | Усього за кар'єру       | Усього за кар'єру       | 128       | 3         |            | 10         | 0          |           | 3         | 1         |            | -          | -          | 141     | 4       |         |

## Досягнення
- Другий дивізіон Росії
  -  Срібний призер (1): 2011/12 (зона «Урал-Поволжжя»)

- Кубок Казахстану
  -  Володар (1): 2019